# Obserwatorium Gornergrat
Obserwatorium Gornergrat – stacja badawcza położona w Szwajcarii, na szczycie Gornergrat.
Stacja Gornergrat jest jedną z dwóch Wysokościowych Stacji Badawczych organizacji HFSJG (International Foundation High Altitude Research Stations Jungfraujoch and Gornergrat).
Składa się z dwóch (kopuł) obserwatoriów:
- Północnego (TIRGO – Telescopio Infrarosso del Gornergrat – 1,5 m podczerwony teleskop Cassegraina, działanie zawieszone w 2005 r.).
- Południowego (KOSMA – Kölner Observatorium für Submillimeter und Millimeter Astronomie – 3 m radioteleskop).

Przy stacji badawczej prowadzony jest także projekt SONTEL – Solar Neutron Telescope at Gornergrat, służący do wykrywania wysoko energetycznych neutronów pochodzących ze Słońca.
W budynku znajduje się hotel i restauracja.

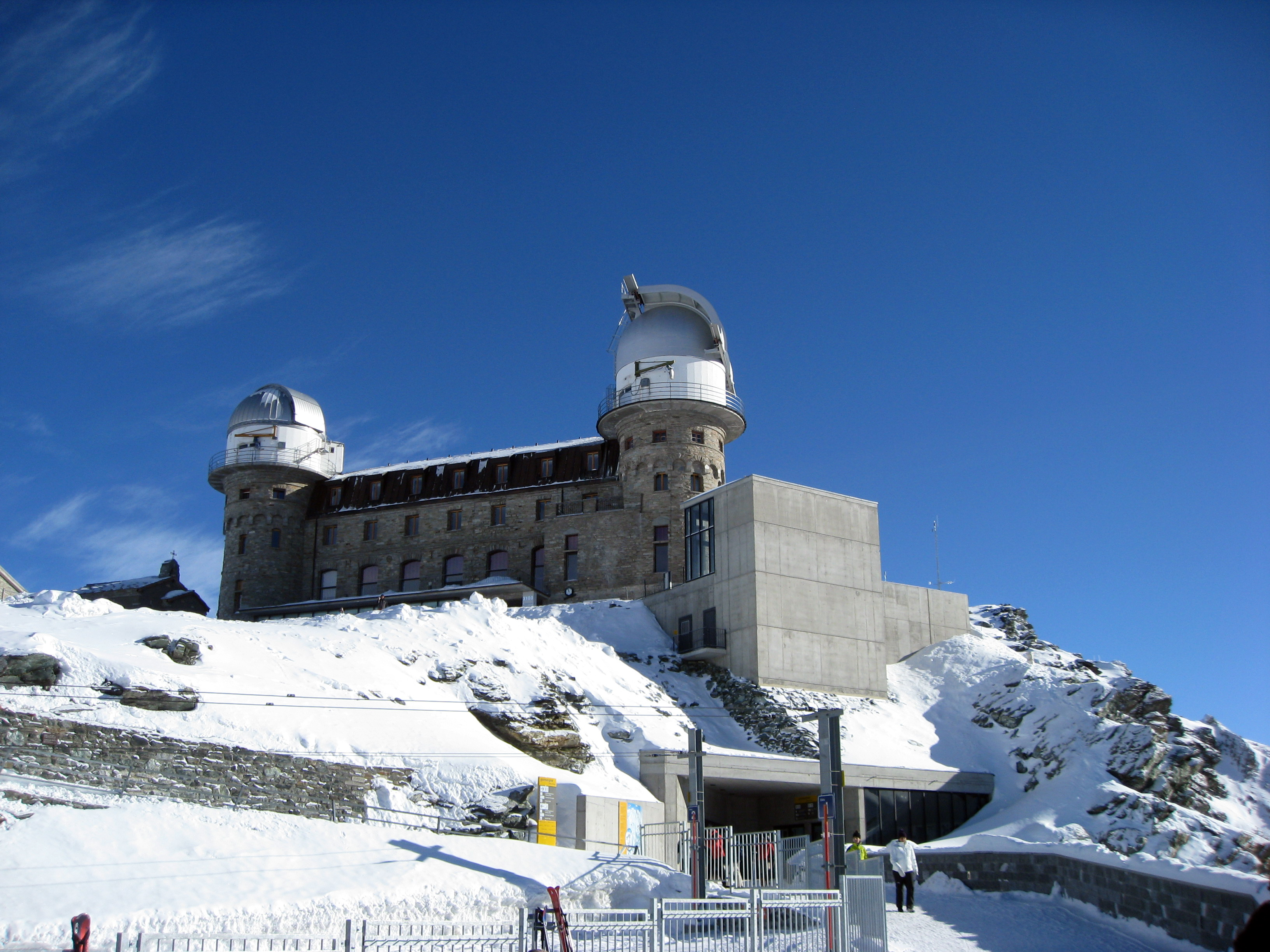
Widok na obserwatorium Gornergrat

Galeria zdjęć
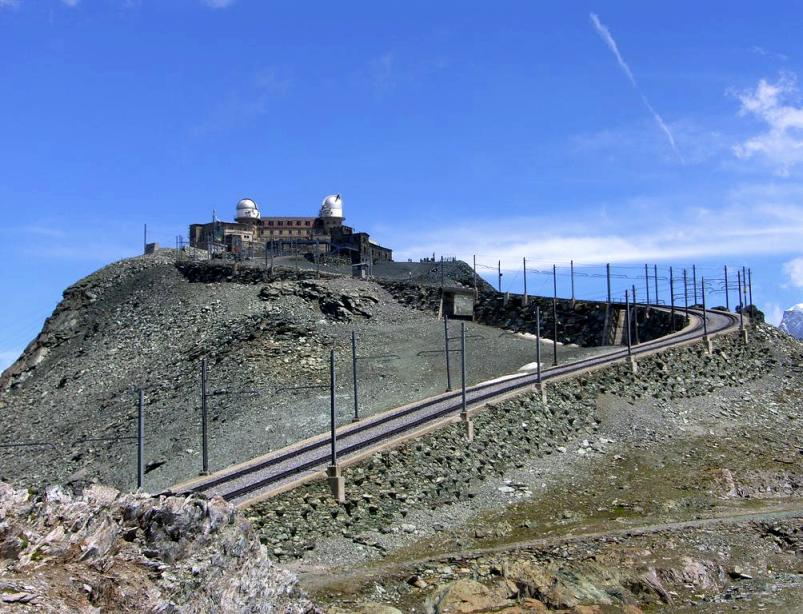
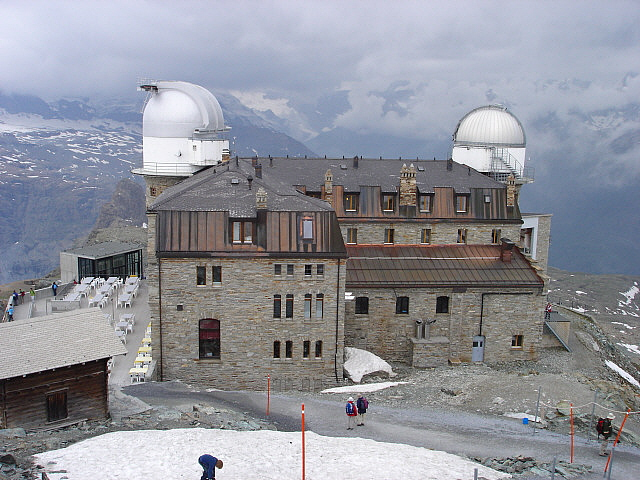
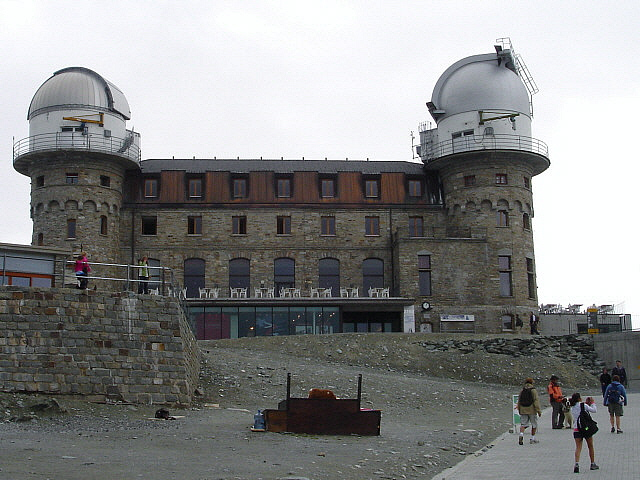